# Rifugio Stevia
Il rifugio Stevìa (in ladino Utia de Stevia, in tedesco Steviahütte) è un rifugio situato nel comune di Selva di Val Gardena, in Val Gardena, all'interno del parco naturale Puez-Odle, a 2.312 m s.l.m.

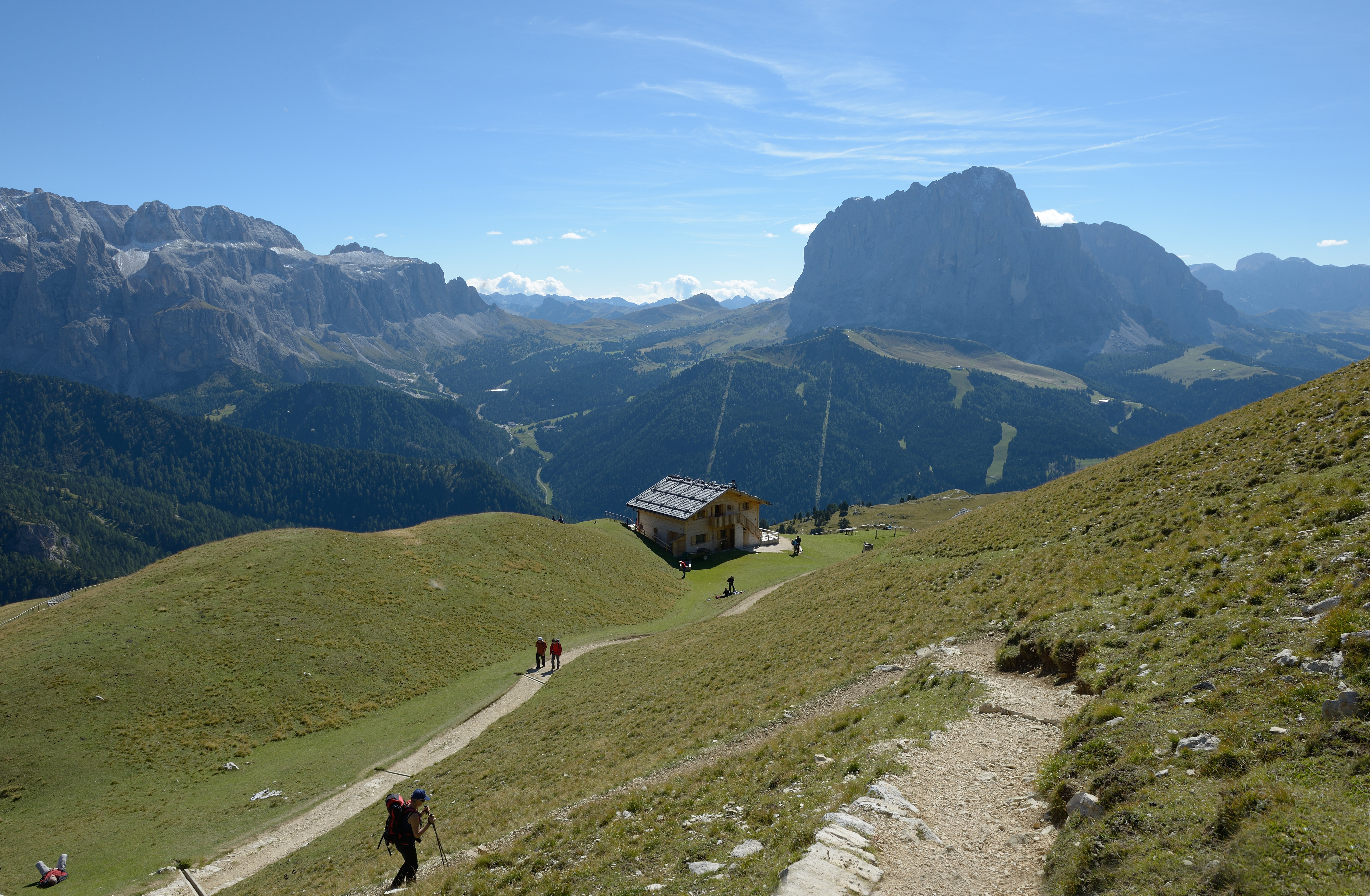
L‘alpe Stevia con il Gruppo del Sella a sinistra e Sassolungo.

## Caratteristiche e informazioni

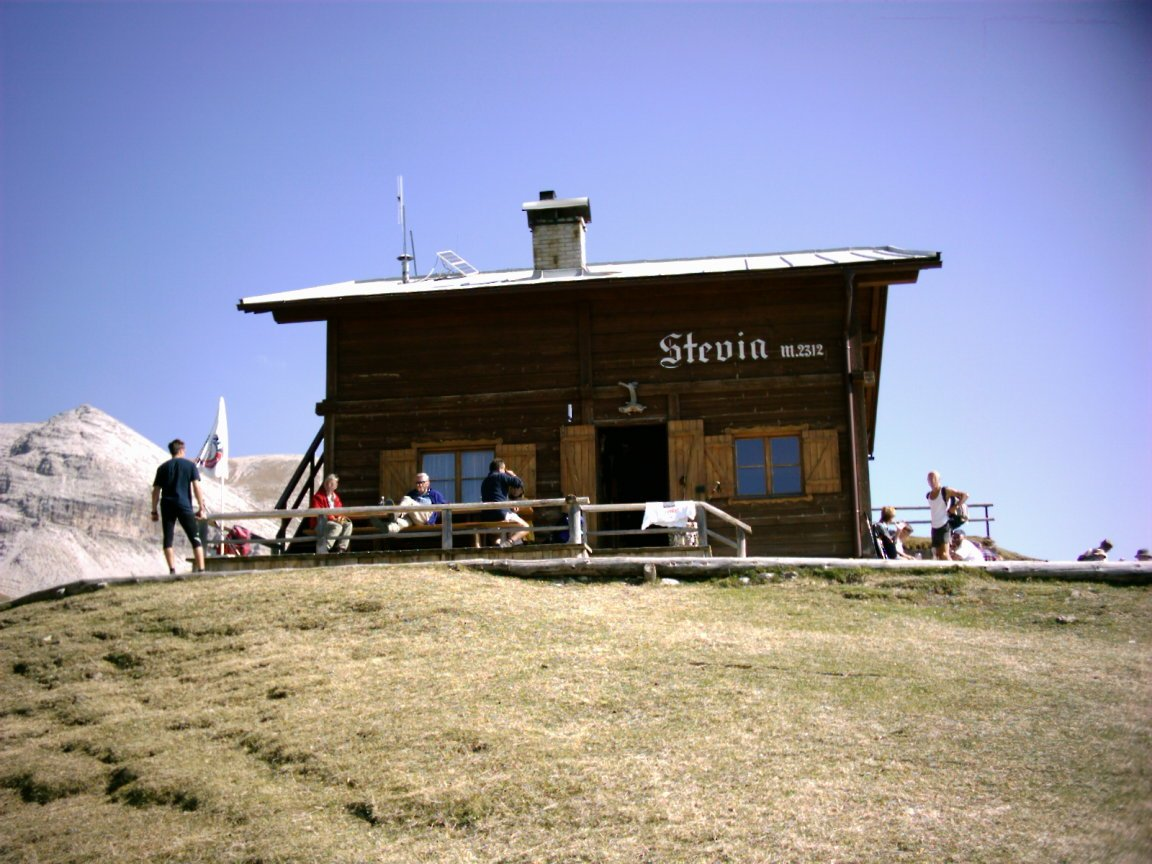
Il vecchio rifugio Stevìa

Il rifugio è di piccole dimensioni e non effettua apertura invernale.
Nel 2010 è stato restaurato ed allargato.

## Accesso
Il rifugio è accessibile:
- da Selva di Val Gardena (1.563 m), partendo dalla località Daunei, attraverso il sentiero diretto n. 17A denominato Palota (noto precedentemente come Selva Express per il fatto che dall'altopiano dello Stevia conduceva direttamente all'abitato di Selva) in circa 2 ore;
- sempre da Selva di Val Gardena, seguendo il sentiero n. 17 fino al rifugio Juac (1.905 m) e poi passando attraverso la Forcella San Silvestro (2.280 m) (circa 2 ore);
- dal rifugio Firenze (circa 2,5 ore) passando per un sentiero attrezzato con corde fisse che arriva alla la Forcella Piza (2.489 m);
- esisteva una via ferrata, la ferrata Sandro Pertini, che dal lato sud giungeva al rifugio (circa in 2,5 ore). La ferrata Pertini però è stata dismessa e non è più agibile (aggiornamento al 2020).

## Traversate
Dal rifugio Stevìa è possibile raggiungere il rifugio Puez (2.475 m) attraverso un percorso che in parte segue l'Alta via Dolomitica n. 2, con alcuni punti ferrati.

## Curiosità
Nelle vicinanze del rifugio c'è un arco di roccia naturale denominato Puent de Stevia.